# 佐浜町
佐浜町（さはまちょう）は静岡県浜松市中央区の町名。丁番を持たない単独町名である。住居表示未実施。

## 地理
浜松市中央区の西部に位置する。西側は浜名湖（庄内湖）に面する。東で伊左地町、南で大人見町、北で和地町と接する。

### 湖沼
- 浜名湖（庄内湖）

### 河川
- 伊佐地川
- 小伊佐地川
- 谷田川

### 学区
小学校・中学校の学区は以下の通りである。
- 浜松市立伊佐見小学校
- 浜松市立湖東中学校

## 歴史

### 沿革
- 1889年（明治22年）4月1日 - 町村制の施行により、佐浜村が周辺の村と合併して敷知郡伊佐見村となる[WEB 8]。旧村名は伊佐見村の大字として残る[書籍 1]。
- 1896年（明治29年）4月1日 - 郡制の施行により、伊佐見村の所属郡が浜名郡に変更となる。
- 1956年（昭和31年）9月30日 – 伊佐見村と和地村が合併して湖東村となる。
- 1957年（昭和32年）3月31日 - 大字佐浜の一部が浜松市高丘町に編入される[WEB 9]。
- 1960年（昭和35年）4月1日 – 湖東村が浜松市に編入される。
- 1963年（昭和38年）7月1日 – 大字佐浜が大字伊左地・大字古人見・大字大人見の各一部を編入するとともに、佐浜町へ住所表記を変更する[書籍 2][WEB 10]。
- 2007年（平成19年）4月1日 - 浜松市が政令指定都市となる。佐浜町は西区の一部となる。
- 2024年（令和6年）1月1日 - 浜松市の行政区再編により、佐浜町は中央区の一部となる。

## 施設
- 浜松市立湖東中学校
- JAとぴあ浜松LPGセンター
- 伊佐地川公共マリーナ
- 臨済宗方広寺派 海隅山 正福寺
- 臨済宗方広寺派 桂源山 信丘寺
- 白山比咩神社 - 白山鼻から北東、佐浜集落から山を越えた裏手の（和地町に通じる）農道の脇に鎮座。

## 交通

### バス
- 遠鉄バス8・8-33伊佐見線：（浜松駅 方面 - ）佐浜東 - 佐浜 - 堂ノ谷 - 佐浜西（ - 山崎 方面）

### 道路
- 静岡県道49号細江舞阪線

## その他

### 警察
警察の管轄区域は以下の通りである。
| 番・番地等 | 警察署       | 交番・駐在所 |
| ---------- | ------------ | ------------ |
| 全域       | 浜松西警察署 | 湖東交番     |

### 消防
消防の管轄区域は以下の通りである。
| 番・番地等 | 消防署   | 本署/出張所 |
| ---------- | -------- | ----------- |
| 全域       | 西消防署 | 湖東出張所  |

### 書籍
1. ↑  『浜松市史 三』浜松市役所、1980年3月26日、176頁。
2. ↑  『わがまち文化誌 和の里 今むかし』浜松市立和地公民館、2000年8月10日、345頁。

### WEB
1. ↑  “h02_22.csv”.   総務省 (2022年2月10日). 2024年7月27日閲覧。
2. ↑  “chuouku_menseki.xlsx”.   浜松市 (2024年3月12日). 2024年7月27日閲覧。
3. ↑  “静岡県 浜松市中央区 佐浜町の郵便番号 - 日本郵便”.   日本郵便. 2025年2月15日閲覧。
4. ↑  “市外局番の一覧”.   総務省 (2022年3月1日). 2024年7月27日閲覧。
5. ↑  “事業所案内及び管轄地域（事務所3件、分室3件）”.   一般社団法人静岡県自動車会議所. 2024年7月27日閲覧。
6. ↑  “住居表示実施状況／浜松市”.   浜松市 (2024年1月4日). 2024年7月27日閲覧。
7. ↑  “学校名から探す／浜松市”.   浜松市 (2024年1月1日). 2024年7月27日閲覧。
8. ↑  “historyofcities.pdf”.   静岡県総務部合併推進室・財団法人静岡県市町村振興協会. 2024年9月26日閲覧。
9. ↑  “historyofcities.pdf”.   静岡県総務部合併推進室・財団法人静岡県市町村振興協会. 2024年10月10日閲覧。
10. ↑  “解説ページ”.   株式会社エア. 2024年10月4日閲覧。
11. ↑  “湖東交番｜静岡県警察”.   静岡県警察 (2024年1月1日). 2024年7月27日閲覧。
12. ↑  “消防署の町別管轄「さ」／浜松市”.   浜松市 (2020年3月25日). 2024年7月27日閲覧。